# Ceglédi kistérség
A Ceglédi kistérség kistérség Pest megyében, központja: Cegléd.

## Települései
| Abony          | Albertirsa   | Cegléd      | Ceglédbercel  | Csemő     |
| Dánszentmiklós | Jászkarajenő | Kocsér      | Kőröstetétlen | Mikebuda  |
| Nagykőrös      | Nyársapát    | Tápiószőlős | Törtel        | Újszilvás |

## Fekvése
Pest megye délkeleti részén helyezkedik el.

## Lakónépesség alakulása
| Település      | Lélekszám (2009) |
| -------------- | ---------------- |
| Cegléd         | 38 318           |
| Nagykőrös      | 25 105           |
| Abony          | 15 498           |
| Albertirsa     | 12 348           |
| Ceglédbercel   | 4 440            |
| Törtel         | 4 367            |
| Csemő          | 4 298            |
| Tápiószőlős    | 3 036            |
| Dánszentmiklós | 2 869            |
| Jászkarajenő   | 2 811            |
| Újszilvás      | 2 708            |
| Kocsér         | 1 947            |
| Nyársapát      | 1 828            |
| Kőröstetétlen  | 844              |
| Mikebuda       | 732              |
| Összesen       | 121 149          |